# Nagara (trommel)
Een nagara, ook wel naghara of naqara, is een Arabische keteltrommel en een voorloper van de westerse pauken. De spanning van het vel wordt verhoogd door een stok achter de koorden te klemmen.
De nagara is binnen sommige culturen het hoofdinstrument tijdens bruiloften en volksevenementen. Traditioneel wordt de nagara bespeeld in het gebied dat zich uitstrekt van het Midden-Oosten tot en met India. Het instrument is ook in Suriname bekend.
Er zijn nagara's in verschillende groottes en ze verschillen in percussie aan een of beide zijden. Er zijn onder meer de volgende typen:
| Naam           | zijden      | omschrijving                   |
| -------------- | ----------- | ------------------------------ |
| boyuk nagara   | weerszijden | groot                          |
| jura nagara    | weerszijden | klein                          |
| chiling nagara |             | wordt bespeeld met drumstokjes |
| goltug nagara  | weerszijden | wordt onder de arm gehouden    |
| el nagara      |             | handinstrument                 |
| gosha nagara   | enkelzijdig |                                |
| nagarazen      | enkelzijdig |                                |
| tabil          | enkelzijdig |                                |
| daf            | enkelzijdig |                                |
| gaval          | enkelzijdig |                                |
| kos nagara     | weerszijden |                                |